# Bart J. Bok

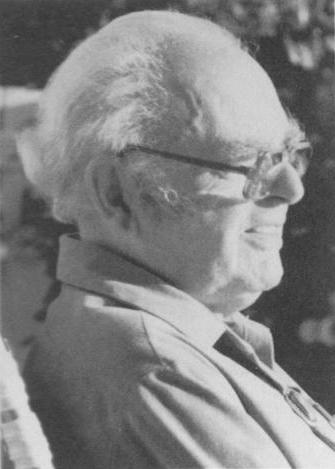
Bart J. Bok (1983)

Bartholomeus „Bart“ Jan Bok (* 28. April 1906 in Hoorn; † 5. August 1983 in Tucson, Arizona) war ein in den Niederlanden geborener US-amerikanischer Astronom.

## Leben
Er ist bekannt für seine Arbeiten über die Struktur und Evolution der Milchstraße sowie dem Studium der Globulen.
Bok studierte an den Universitäten Leiden und Groningen (Ph. D. 1932). Seine weite wissenschaftliche Karriere verbrachte er an der Harvard University (1929–57), Australian National University (1957–66) und der University of Arizona (1966–74). 1938 wurde er US-amerikanischer Staatsbürger. Von 1957 bis 1966 war er Direktor des Mount-Stromlo-Observatoriums in Australien und von 1966 bis 1970 des Steward-Observatoriums in Arizona.
Bok war von 1970 bis 1976 Vize-Präsident der International Astronomical Union und von 1972 bis 1974 Präsident der American Astronomical Society.
Außerdem war Bok Mitglied bei der Skeptics Society, einer Gesellschaft zur Förderung wissenschaftlichen und skeptischen Denkens.

## Werke
- Bart J. Bok, Priscilla F. Bok: The Milky Way (1941, 5. Aufl. 1981)

## Ehrungen
- 1939: Wahl in die American Academy of Arts and Sciences
- 1958: Wahl zum korrespondierenden Mitglied der Königlich Niederländischen Akademie der Wissenschaften
- 1968: Wahl in die National Academy of Sciences
- 1982: Henry Norris Russell Lectureship

Der Asteroid (1983) Bok ist nach ihm und seiner Ehefrau Priscilla Fairfield Bok (1896–1975) benannt.